# 天河一号
天河一号（TH-1），全称天河一号超级计算机系统，是一台由中國人民解放軍國防科學技術大學和天津滨海新区提供的异构超级计算机，名稱天河的意思为银河。天河一号的操作系统为银河麒麟。

## 性能
2010年10月，经升级后的天河一号二期系统（天河-1A）以峰值速度（Rpeak）每秒4700万亿次浮点运算、持续速度（Rmax）2566万亿次，超越橡树岭国家实验室的「美洲虎超级计算机」（Rpeak：2331万亿次；Rmax：1759万亿次），为當時世界上最快的超级计算机。
2014年六月公佈的TOP500排名，「天河一號」為世界第五，第一為中國的天河二號，第二名為美國的泰坦，第三名為美國的Sequoia，第四為日本的京。

## 天河一号（第一期）
天河一号第一期由中国高技术研究发展计划和天津滨海新区共同资助，国防科技大学研制，共耗资6亿元人民币，参与研发的科技人员逾200人，於2009年10月29日发布研制成功信息。该计算机由103台机柜组成，占地面积约1000平方米，装有3072颗英特爾公司的至強E5540 2.53GHz四核处理器和3072颗至強E5450 3.0GHz四核处理器，共有24,576个处理器核心。天河一号还装备2560块AMD公司的Radeon HD 4870 X2显示卡，共有5,120个圖形處理器用于圖形處理器通用編程。天河一号拥有98TB内存和1PB共用的磁盘容量。全系统功率为1280千瓦。

## 天河一号（第二期，天河-1A）
2010年10月，《2010中国高性能计算机TOP100排行榜》正式对外发布，经过技术升级优化后的天河一号超级计算机系统「天河-1A」，以峰值性能每秒4700万亿次、LINPACK实测值持续性能每秒2507万亿次的性能再登榜首。其配备了14,336颗至强X5670处理器、7,168块基于英伟达公司的Tesla M2050计算卡、2,048颗国防科技大学研制的飞腾处理器以及5PB儲存裝置。
天河-1A峰值性能提高了3.89倍，持续性能提高了4.45倍，其运算速度与能效均达到当前国际领先水平。升级后的天河一号的实测性能是此前全球最快的超级计算机「美洲虎」的1.425倍。与诞生于一年前的天河一号一期系统相比，二期系统的峰值性能和持续性能分别提高了2.89倍和3.45倍。

### 自主技術
中國自主開發的技術包括：
- 冷卻系統
- 高性能網絡接口（160 Gb/s）
- FT-1000飛騰處理器（基於OpenSPARC架構）

### 開源軟件
天河-1A使用的開源軟件包括：Linux操作系统，SLURM作業調度系统，Lustre集群文件系统。